# Shintō (centro abitato)
Shintō (榛東村?) è un villaggio giapponese della prefettura di Gunma.